# Revoluția de la 1848 în Imperiul Austriac
Revoluția de la 1848 a cuprins țările Imperiului Austriac începând cu luna martie a anului 1848.

## Personalități
- Józef Bem
- Avram Iancu
- Josip Jelačić
- Lajos Kossuth
- Josef Radetzky
- Ioan Buteanu
- Simion Groza